# 杉浦大輔
杉浦 大輔（すぎうら だいすけ、1974年5月11日 - ）は、埼玉県出身の元サッカー選手、サッカー指導者。2019年日本サッカー協会A級(ジェネラル)取得。現役時代はストッパーやリベロでプレーした。

## 来歴
伊奈サッカー少年団時代、第10回全日本少年サッカー大会に出場しグループリーグで敗退。伊奈町立南中学校時代にはサッカー部キャプテンとして、1989年の埼玉県学徒総合体育大会でチームを県ベスト8へ導く。その時のポジションはセンターハーフ。
埼玉県立伊奈学園総合高校時代の1992年にはインターハイ出場、三浦淳宏擁する長崎県立国見高等学校に敗れている。また、1992年第47回国民体育大会に出場し4位。この時のポジションはDFもしくはMF。
東洋大学卒業後、ドイツへ留学。語学学校へ通いながら、ドイツ4部、5部リーグのいくつかのクラブに所属し、選手としてプレーしていた。3年目からは並行してケルン体育大学でスポーツ経営学とコーチング学を学び、修士課程にまで進んだ。
2006年6月、サンフレッチェ広島の織田秀和強化部長の通訳としてミハイロ・ペトロヴィッチとの監督契約交渉の場に出席する。これが縁でケルン体育大学を休学して日本に帰国し、ペトロヴィッチ監督やランコ・ポポヴィッチコーチの通訳に就任した。
通訳ではあるが、サッカー選手としての海外経験があること、コーチングを学んでいることなどから、就任当初から練習の補充メンバーや選手の相談役などを積極的に務め、実質的にはコーチとして働いていた。2009年にケルン体育大学を中退し正式にコーチ兼任となった。通訳からのコーチ就任は球団初である。この際ペトロヴィッチ監督から「本当は選手として契約したかったほどだ」とジョーク混じりに賞賛されている。
2012年、ペトロヴィッチの浦和レッズ監督就任に伴い、自身としては地元でもある浦和へ通訳兼コーチとして移籍した。
2017年、ペトロヴィッチの浦和レッズ監督解任に伴い、通訳兼コーチを解任された。
2018年01月10日、ペトロヴィッチが北海道コンサドーレ札幌の監督に就任したことに伴い、ペトロヴィッチの通訳兼コーチとして契約。2024年12月7日、シーズン限りでの退任を発表。

## 所属クラブ・学歴
- 伊奈サッカー少年団
- 伊奈町立南中学校
- 埼玉県立伊奈学園総合高等学校
- 東洋大学
- ケルン体育大学

## 指導歴
- 1999年 - 2006年  ケルン体育大学 コーチ
- 2006年 - 2011年  サンフレッチェ広島
  - 2006年 - 2008年 通訳
  - 2009年 - 2011年 コーチ
- 2012年 - 2017年7月  浦和レッズ コーチ兼通訳
- 2018年 - 2024年  北海道コンサドーレ札幌 コーチ兼通訳